# AZALジェット
AZALジェット（AZALJet）はアゼルバイジャン航空の子会社として設立された旅客輸送の航空会社。本部はアゼルバイジャンの首都バクーにあるヘイダル・アリエフ国際空港。

## 就航路線
2016年3月時点での就航路線は以下

## 機材
2016年3月時点ではエンブラエル E190を運用している。